# Amber Neben

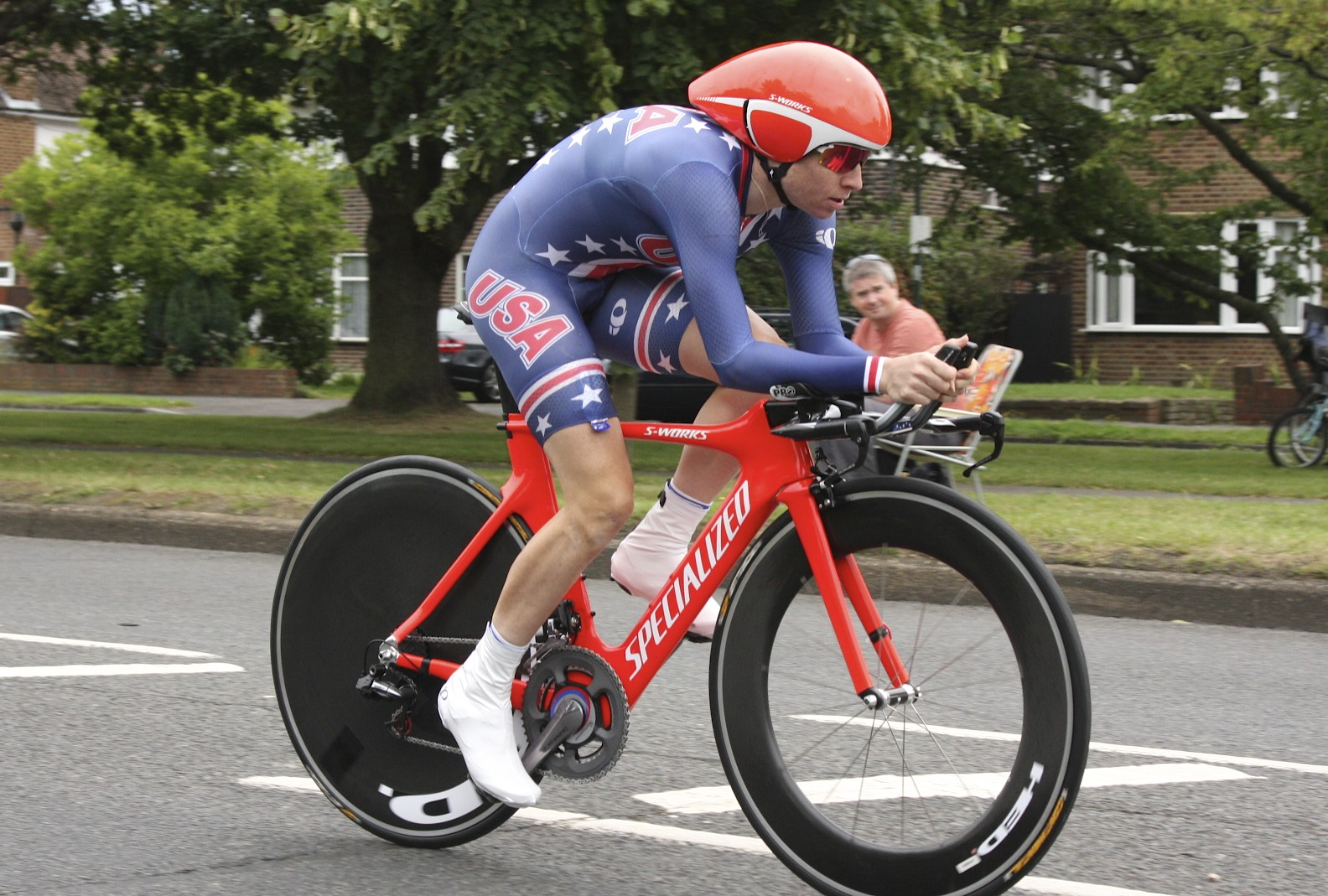
Amber Neben beim Einzelzeitfahren der Olympischen Spiele 2012

Amber Neben (* 18. Februar 1975 in Irvine, Kalifornien) ist eine US-amerikanische Radrennfahrerin und dreifache Weltmeisterin.

## Werdegang
2001 wurde Amber Neben US-amerikanische Vize-Meisterin auf der Straße. In den folgenden Jahren gehörte sie zur Spitze der amerikanischen Straßenfahrerinnen. 2003 errang sie nationale Titel im Straßenrennen, 2012 im Einzelzeitfahren, ihrer Spezialdisziplin.
Erfolge gelangen Neben auch bei international besetzten Rennen, wie die Siege 2002 bei Gracia Orlová, 2004 bei der Tour of the Gila, 2005 und 2006 bei der Tour de l’Aude Cycliste Féminin, 2006 und 2007 beim Redland Bicycle Classic sowie 2007 bei der Route de France Féminine. Bei den Olympischen Spielen 2008 in Peking belegte sie Rang 33 im Straßenrennen. 2011 sowie gewann sie den Chrono des Herbiers, ein Zeitfahren.
2006 sowie 2012 gewann Amber Neben das Einzelzeitfahren bei den Panamerikanischen Meisterschaften. 2008 wurde sie Weltmeisterin in dieser Disziplin, vier Jahre später Weltmeisterin im Mannschaftszeitfahren. 2013 erlitt sie bei der Kalifornien-Rundfahrt einen schweren Sturz, bei dem sie sich die Hüfte brach. Es dauerte bis zum Sommer 2015, dass sie ihre Form wiederfand und Rennen fuhr.
2016 errang Neben ihren zweiten WM-Titel im Einzelzeitfahren. Im Mai 2024 wurde die 49-Jährige Dritte bei den US-amerikanischen Meisterschaften im Einzelzeitfahren – hinter Taylor Knibb und Kristen Faulkner. Wenige Tage später wurde sie Panamerikameisterin im Einzelzeitfahren.

## Erfolge
2001
- eine Etappe Women's Challenge

2004
- eine Etappe Giro della Toscana Femminile

2005
- Gesamtwertung und eine Etappe Tour de l’Aude Cycliste Féminin

2006
- eine Etappe Tour de l’Aude Cycliste Féminin
- Mannschaftszeitfahren Route de France Féminine

2007
- Gesamtwertung und eine Etappe Route de France Féminine

2008
- Weltmeisterin – Einzelzeitfahren
- Tour Cycliste Féminin International de l’Ardèche

2009
- eine Etappe Gracia Orlová
- Mannschaftszeitfahren Tour de l’Aude Cycliste Féminin
- eine Etappe Giro d’Italia Femminile

2010
- Panamerikameisterschaft – Einzelzeitfahren
- eine Etappe Neuseeland-Rundfahrt der Frauen
- Memorial Davide Fardelli

2011
- Panamerikameisterschaft – Einzelzeitfahren
- Mannschaftszeitfahren Internationale Thüringen-Rundfahrt der Frauen
- Mannschaftszeitfahren Open de Suède Vårgårda
- Chrono des Nations
- GP Stad Roeselare

2012
- Weltmeisterin – Mannschaftszeitfahren
- Panamerikameisterin – Einzelzeitfahren
- Mannschaftszeitfahren Open de Suède Vårgårda
- Chrono des Nations
- zwei Etappen Vuelta Ciclista Femenina a el Salvador
- US-amerikanische Meisterin – Einzelzeitfahren

2016
- Weltmeisterin – Einzelzeitfahren
- Gesamtwertung und zwei Etappen Route de France Féminine
- Chrono Gatineau

2017
- US-amerikanische Meisterin – Einzelzeitfahren

2018
- Panamerikameisterin – Einzelzeitfahren
- Chrono de Gatineau
- US-amerikanische Meisterin – Einzelzeitfahren
- Chrono Kristin Armstrong

2019
- Panamerikameisterschaft – Einzelzeitfahren
- Chrono Gatineau
- US-amerikanische Meisterin – Einzelzeitfahren

2023
- Panamerikameisterin – Einzelzeitfahren

2024
- Panamerikameisterin – Einzelzeitfahren

## Teams
- 2002 Cannondale
- 2003 Team T-Mobile
- 2004 T-Mobile Professional Cycling Team
- 2005–2006 Buitenpoort-Flexpoint Team
- 2007–2008 Flexpoint
- 2009 Equipe Nürnberger
- 2011 HTC Highroad Women
- 2012 Team Specialized-lululemon
- 2013 Pasta Zara-Cogeas
- 2015 BePink LaClassica (ab 1. August)
- 2016 BePink
- 2017 Team VéloCONCEPT Women
- 2019 Cogeas-Mettler Pro Cycling Team